# La Porcherie
La Porcherie è un comune francese di 609 abitanti situato nel dipartimento dell'Alta Vienne nella regione della Nuova Aquitania.

## Storia

### Simboli
Lo stemma è stato adottato nel 1941. Il maiale allude al nome del comune; le spade incrociate e la data 1590 ricordano la battaglia che oppose le truppe del visconte di Pompadour, comandante dei leghisti cattolici, a quelle del conte di Ventadour che governava la provincia in nome del re Enrico IV.

## Società

### Evoluzione demografica
Abitanti censiti